# Annabella (actrice)
Annabella, pseudoniem van Suzanne Georgette Charpentier (Parijs, 14 juli 1907 – Neuilly-sur-Seine, 18 september 1996), was een Franse actrice. Ze speelde zowel in Franse als in Engelstalige films. In 25 jaar tijd was ze te zien in een vijftigtal films.

## Leven en werk

### Afkomst en debuut
Annabella werd geboren in 1907, op de Franse nationale feestdag. (Quatorze juillet zou later een van haar bekendste films worden). Haar vader was werkzaam in de perswereld en was een fervent fotograaf die honderden foto's van zijn dochter nam. Hij stuurde een foto naar een filmproducer die hem toonde aan filmpionier Abel Gance. Zo kon Annabella op 19-jarige leeftijd debuteren in zijn historisch epos Napoléon. Het was ook Gance die haar haar pseudoniem "Annabella" influisterde.

### Doorbraak met de geluidsfilm en René Clair
Ze kende haar doorbraak met de geluidsfilm. In 1931 maakte René Clair gebruik van haar pittige, elegante verschijning in de fijnzinnige komedie Le Million. Voor hem schitterde Annabella een tweede keer als bloemenverkoopstertje in het romantische Quatorze juillet. Ondertussen had ze ook al in twee films van Carmine Gallone gespeeld, geruggensteund door de erg populaire jeune premier Albert Préjean. Ze leerde haar tweede echtgenoot, acteur Jean Murat, kennen en ze verschenen samen in enkele films zoals het Eerste Wereldoorlogdrama L'Équipage (1935) en Anne-Marie (1936). Deze laatste film speelde zich af in het luchtvaartmilieu en was gebaseerd op een scenario van Antoine de Saint-Exupéry, het enige dat hij ooit schreef. In 1935 had ze twee keer Jean Gabin, het toekomstige monstre sacré van de Franse film, als tegenspeler: in het romantisch drama Variétés dat zich in de circuswereld afspeelde en in het drama La Bandera. In de jaren dertig werd ze een druk bevraagde actrice die niet alleen in haar vaderland draaide maar ook in Duitsland, Hongarije en Engeland.

### Hollywood: 1938-1947
Op het einde van de jaren dertig trok ze naar Hollywood. Op de set van de dramatische avonturenfilm Suez maakte ze kennis met hoofdrolspeler Tyrone Power; het was liefde op het eerste gezicht. Ze keerde even terug naar Frankrijk om te scheiden van Murat en om er in Marcel Carnés tragikomedie Hôtel du Nord (1938) de vrouwelijke hoofdrol te delen met Arletty. Daarna vervoegde ze Power in de Verenigde Staten. Ze speelde nog mee in enkele films maar deed vooral aan fondsenwerving voor De Gaulles Frankrijk en trok op tournee om de Amerikanen te overtuigen Europa in de oorlog te steunen. Power, met wie ze in 1939 gehuwd was, bouwde ondertussen zijn carrière verder uit. Haar laatste Hollywoodprent was de Tweede Wereldoorlogfilm 13 Rue Madeleine (1947). Daarna scheidde ze van Power omdat ze haar buik vol had van zijn avontuurtjes.

### Einde van de filmcarrière
Terug in Frankrijk slaagde ze er niet in terug aan te knopen met haar vooroorlogs succes. Ze probeerde een laatste keer haar filmcarrière opnieuw in de steigers te zetten in Spanje, maar de daar verwezenlijkte films sloegen enkel aan in de Spaanstalige wereld. In 1952 besloot ze een punt te zetten achter haar carrière. Ze trok zich terug op haar hoeve in Frans-Baskenland. Ver weg van de camera's hield ze zich bezig met religieuze lectuur, en zette ze zich in voor de gevangenen.

### Privéleven
Annabella was drie keer gehuwd. Uit haar eerste huwelijk had ze een dochter, Anne. Haar huwelijk met Jean Murat hield vijf jaar stand (1934-1938). Met Tyrone Power woonde ze tien jaar samen (1939-1948). Ze heeft ook een romance gehad met Roald Dahl en een lange, innige vriendschap met de stierenvechter Luis Miguel Dominguín. Later leefde ze ook nog samen met de schrijver Jules Roy.
Annabella overleed in 1996 op 89-jarige leeftijd aan een hartaanval.

## Filmografie (selectie)
- 1927 - Napoléon (Abel Gance)
- 1928 - Maldone (Jean Grémillon)
- 1928 - Trois jeunes filles nues (Robert Boudrioz)
- 1931 - Autour d'une enquête (Robert Siodmak en Henri Chomette)
- 1931 - Le Million (René Clair)
- 1931 - Un soir de rafle (Carmine Gallone)
- 1932 - Un fils d'Amérique (Carmine Gallone)
- 1932 - Marie, légende hongroise (Paul Fejos)
- 1933 - Mademoiselle Josette, ma femme (André Berthomieu)
- 1933 - Quatorze juillet (René Clair)
- 1933 - La bataille (Nicolas Farkas)
- 1933 - Gardez le sourire (Paul Fejos en René Sti)
- 1935 - Variétés (Nicolas Farkas)
- 1935 - La Bandera (Julien Duvivier)
- 1935 - Veille d'armes (Marcel L'Herbier)
- 1935 - L'Équipage (Anatole Litvak)
- 1936 - Anne-Marie (Raymond Bernard)
- 1937 - La Citadelle du silence (Marcel L'Herbier)
- 1937 - Under the Red Robe (Victor Seastrom)
- 1938 - The Baroness and the Butler (Walter Lang)
- 1938 - Hôtel du Nord (Marcel Carné)
- 1938 - Suez (Allan Dwan)
- 1939 - Bridal Suite (Reginald Owen)
- 1943 - Tonight We Raid Calais (John Brahm)
- 1947 - 13 Rue Madeleine (Henry Hathaway)
- 1948 - Éternel conflit (Georges Lampin)
- 1949 - Dernier Amour (Jean Stelli)
- 1950 - L'Homme qui revient de loin (Jean Castanier)
- 1950 - Don Juan/Le plus bel amour de Don Juan (José Luis Saenz de Heredia)
- 1952 - Quema el suelo (Juan Luis Calleja)

- Bibsys: 99016023
- Biblioteca Nacional de España: XX1414434
- Bibliothèque nationale de France: cb13929875t (data)
- Catàleg d'autoritats de noms i títols de Catalunya: 981058507560806706
- Gemeinsame Normdatei: 132055783
- International Standard Name Identifier: 0000 0000 8161 6763
- Library of Congress Control Number: no94043971
- Nationale Bibliotheek van Tsjechië: ola2002146901
- SNAC: w6836sj9
- Système universitaire de documentation: 061428310
- Virtual International Authority File: 87173969
- WorldCat: E39PBJvMFrjYRWyW636cF84wmd